# Красна Річка (Ардатовський район)
Красна Річка (рос. Красная Речка) — селище в Росії у складі Ардатовського району Нижньогородської області. Входить до складу Личадеєвської сільської ради.

## Географія
Розташоване на правому березі річки Теша.

## Населення
| 2002 | 2010 |
| ---- | ---- |
| 2    | →2   |